# Bilal Kasami
Bilal Kasami (mac. Биљал Касами; ur. 31 lipca 1975 w Tetowie) – północnomacedoński polityk i ekonomista pochodzenia albańskiego, od 2021 roku burmistrz Tetowa.

## Życiorys
Ukończył studia doktorskie na Wydziale Ekonomii Uniwersytetu Świętych Cyryla i Metodego w Skopju.
W 2000 roku zaangażował się w działalność polityczną, dołączając do Demokratycznego Związku na rzecz Integracji. W latach 2004–2006 pełnił funkcję wiceministra gospodarki, następnie przez dwa lata pracował jako urzędnik służby celnej. W 2008 roku opuścił Demokratyczny Związek na rzecz Integracji, by zostać członkiem Nowej Demokracji; po trzech latach opuścił ugrupowanie w związku ze swoją rezygnacją z życia politycznego. Pracował następnie jako asystent na Międzynarodowym Uniwersytecie Bałkańskim w Skopju.
W 2014 roku wrócił do życia politycznego; współzałożył Ruch Besa, z ramienia którego w latach 2016–2020 zasiadał w Zgromadzeniu Republiki Macedonii Północnej. W 2021 roku objął funkcję burmistrza Tetowa.

## Życie prywatne
Żonaty, ma dwoje dzieci. 